# 南ネーデルラント・フィルハーモニー管弦楽団
南ネーデルラント・フィルハーモニー管弦楽団 (みなみネーデルラントフィルハーモニーかんげんがくだん、オランダ語: Philharmonie Zuidnederland) は、オランダのマーストリヒトとアイントホーフェンに本拠を置いて活動するオーケストラ。

## 概要
2013年に、文化予算補助金削減策の影響を受け、リンブルフ交響楽団とブラバント管弦楽団が合併して誕生した。本拠地をマーストリヒトとアイントホーフェンの2か所に置き、リンブルフ州、北ブラバント州、ゼーラント州を主な活動地域としている。

2023年から、フィルズイド (Philzuid) という名称で活動を行っている。

2016年からドミトリー・リスが初代首席指揮者に就任。2021年からはダンカン・ウォードが首席指揮者を務める。

## 首席指揮者
- ドミトリー・リス (2016年 - 不明)
- ダンカン・ウォード (2021年 - )